# Положение об общественном управлении города Москвы
Положение об общественном управлении города Москвы — законодательный акт, регламентировавший управление Москвой с 1862 года.

## История
К началу 1860-х годов Городовое положение 1785 года начало терять актуальность, и представители Москвы и Одессы отправили императору Александру II ходатайство о применении в этих городах Положения об общественном управлении Санкт-Петербурга, принятого в феврале 1846 года. 20 марта 1862 года Сенат выпустил указ, утверждающий Положение об общественном управлении города Москвы, и к началу 1863 году управление Москвой осуществлялось по новым законодательными принципам. Положение было основано на тех же принципах, что и Положение Санкт-Петербурга, но было адаптировано под условия Москвы. Государственный совет принял решение, согласно которому была сформирована Временная комиссия из лиц, избранных генерал-губернатором Москвы для внедрения Положения.
Его проект был подготовлен комитетом под председательством генерал-губернатора П. А. Тучкова. В его основу легли принципы Городового положения 1846 года, разработанного для Санкт-Петербурга. Одной из целей реформы было привлечение к участию в городском общественном управлении неподатных слоёв населения. Городовое положение заменило Шестигласную думу Общей думой, в которую избирались 175 гласных — по 35 от каждой из пяти сословных групп (первая — потомственные дворяне; вторая — личные дворяне, почётные граждане, разночинцы; третья — купцы; четвёртая— мещане; пятая — цеховые ремесленники).
Функции исполнительной власти были переданы коллегиальному учреждению — Распорядительной думе, которая состояла из двух представителей от каждой группы. В компетенцию органов городского самоуправления Москвы включались вопросы местного благоустройства и хозяйства. Основная часть доходов городского бюджета составляли прямые налоги с владельцев недвижимости. В свою очередь, городской бюджет финансировал содержание административно-полицейского аппарата. Пределы самостоятельности городского самоуправления были ограничены контролем со стороны административных органов. Положение 1862 года действовало до принятия Городового положения 1870 года, действие которого в 1872 году распространилось на Москву.
Историк М. П. Щепкин так оценил эффект Положения:
Представители сословий, являясь в Думу, оставляли за её порогом всякие сословные счеты и интересы. Благодаря новому устройству общественных учреждений в Москве 1862 г. городские сословия, так сказать, перетирались, шлифовались одно в другое, и в результате совместной работы на пользу общего дела и взаимного подчинения получилось то, что московская общая дума из всесословного учреждения совершенно незаметно выработалась в учреждение бессословное. Другими словами, на глазах города совершался благотворительный процесс слияния сословий, без которого немыслимо никакое развитие общественного дела.